# Spence Moore II
Spence Duane Moore II (nacido el 16 de diciembre de 1997) es un actor estadounidense conocido por sus papeles principales o recurrentes en varias series de televisión desde debutó en 2018: Five Points (2018), A.P. Bio (2018-2021) y All American. (2018-presente).

## Primeros años
Moore nació y se crio en San Luis, Misuri, y es el menor de dos hijos. Moore se dio cuenta de que quería convertirse en actor mientras se preparaba para su concurso de talentos de sexto grado. Más tarde protagonizó varios cortometrajes antes de pasar a papeles más convencionales.

## Carrera
En 2017, Moore participó en la serie Five Points de Facebook Watch como parte del elenco principal junto a Hayley Kiyoko y Madison Pettis. Moore declaró que trabajar con Kerry Washington en la serie fue "un cambio de vida". Apareció en A.P. Bio como Dan Decker. En 2018, Moore comenzó a aparecer como un personaje recurrente en el drama de The CW All American. En 2019, Moore apareció en la miniserie de HBO, We Are Who We Are, que se estrenó en septiembre de 2020.
En 2023, Moore apareció en la tercera temporada de Superman & Lois como el hijo de Bruno Mannheim, Matteo.

## Vida personal
Moore reside en Los Ángeles.
El 18 de enero de 2022, Spence y su novia, Samantha "Sammie" Cimarelli, anunciaron en Instagram que Sammie estaba embarazada de su primer hijo.

## Filmografía

### Películas
| Año  | Título            | Papel               | Notas         | Ref.   |
| ---- | ----------------- | ------------------- | ------------- | ------ |
| 2022 | El dragón de papá | George el Tigre     | Voz           |        |
| 2022 | Back on the Strip | Merlin              |               |        |
| 2023 | Creed III         | Dame Anderson joven |               |        |
| —    | Going Places      | —                   | Posproducción | [ 12 ] |

### Televisión
| Año           | Título            | Papel                  | Notas                                     | Ref.   |
| ------------- | ----------------- | ---------------------- | ----------------------------------------- | ------ |
| 2016          | Mentes criminales | Gabriel Lewis, 15 años | Episodio: "Mirror Image"                  |        |
| 2016          | Last Man Standing | David                  | Episodio: "Help Wanted"                   |        |
| 2017          | Rebel             | Amari                  | Episodio: "Breaking Point"                |        |
| 2017          | Ballers           | David                  | Episodio: "Ricky-Leaks"                   |        |
| 2017          | Lady Dynamite     | Bill                   | Episodio: "Fridge Over Troubled Daughter" | [ 13 ] |
| 2017–2018     | StartUp           | Damon                  | 2 episodios                               |        |
| 2018          | Por trece razones | Michael                | 5 episodios                               |        |
| 2018          | Five Points       | Eric Harper            | Protagonista (temporada 1)                | [ 7 ]  |
| 2018          | The Rookie        | Campbell joven         | Episodio: "The Hawk"                      |        |
| 2018–2021     | A.P. Bio          | Dan Decker             | Protagonista                              | [ 1 ]  |
| 2018–presente | All American      | Chris Jackson          | Recurrente                                | [ 3 ]  |
| 2019          | Good Trouble      | Jamal                  | Episodio: "Less Than"                     |        |
| 2020          | We Are Who We Are | Danny Poythress        | Protagonista                              |        |
| 2021–2022     | The Wonder Years  | Bruce Williams         | Recurrente                                |        |
| 2022–present  | Grown-ish         | Big Boy                | 4 episodios                               |        |
| 2023          | Superman & Lois   | Matteo Mannheim        | Recurrente                                |        |
| —             | School For Boys   | Sean Murphy            |                                           |        |